# Fechteuropameisterschaften 1981
Die Europameisterschaften im Fechten 1981 fanden in Foggia statt. Es waren die ersten Europameisterschaften seit 1936. Von 1921 bis 1936 wurden bereits internationale Meisterschaften ausgetragen, die als Europameisterschaften bezeichnet wurden. Sie waren allerdings auch für außereuropäische Teilnehmer offen und wurden seit 1937 offiziell als Weltmeisterschaften bezeichnet. 1981 wurden vier Wettbewerbe im Einzel ausgetragen, Mannschaftswettbewerbe gab es keine. Erfolgreichste Nation war Italien mit drei Goldmedaillen.

## Herren

### Degen (Einzel)
| Platz | Sportler        | Land |
| ----- | --------------- | ---- |
| 1     | Angelo Mazzoni  | ITA  |
| 2     | Stéphane Ganeff | BEL  |
| 3     | Zoltán Székely  | HUN  |

### Florett (Einzel)
| Platz | Sportler       | Land |
| ----- | -------------- | ---- |
| 1     | Andrea Borella | ITA  |
| 2     | Angelo Scuri   | ITA  |
| 3     | Petru Kuki     | ROM  |

### Säbel (Einzel)
| Platz | Sportler          | Land |
| ----- | ----------------- | ---- |
| 1     | Imre Gedővári     | HUN  |
| 2     | Jacek Bierkowski  | POL  |
| 3     | Ferdinando Meglio | ITA  |

## Damen

### Florett (Einzel)
| Platz | Sportler             | Land |
| ----- | -------------------- | ---- |
| 1     | Anna Rita Sparaciari | ITA  |
| 2     | Dorina Vaccaroni     | ITA  |
| 3     | Cornelia Hanisch     | FRG  |

## Medaillenspiegel
| Platz  | Land           | Gold | Silber | Bronze | Gesamt |
| ------ | -------------- | ---- | ------ | ------ | ------ |
| 1      | Italien        | 3    | 2      | 1      | 6      |
| 2      | Ungarn         | 1    | 0      | 1      | 2      |
| 3      | Polen          | 0    | 1      | 0      | 1      |
| 4      | Belgien        | 0    | 1      | 0      | 1      |
| 5      | Rumänien       | 0    | 0      | 1      | 1      |
| 6      | BR Deutschland | 0    | 0      | 1      | 1      |
| Gesamt | Gesamt         | 4    | 4      | 4      | 12     |